# Spominski znak Škofja Loka 1991
Spominski znak Škofja Loka 1991 je spominski znak Slovenske vojske, ki je bil ustanovljen 20. septembra 2006.

## Upravičenci
Spominski znak Škofja Loka 1991 se lahko podeli pripadnikom TO RS, ki so sodelovali pri zavzetju Vojašnice Škofja Loke med 28. junijem in 2. julijem 1991.

## Opis
Spominski znak Škofja Loka 1991 ima obliko ščita iz poznogotskega obdobja, visok je 35 mm in v najširšem delu širok 30 mm. Kovan je iz 2 mm debelega bakra, pozlačen, pobarvan in prevlečen s prozornim poliestrskim emajlom. V zgornjem delu znaka je 4 mm velik napis ŠKOFJA LOKA, v osrednjem je stilizirana podoba vojašnice v Škofji Loki, v ozadju silhueta hriba z gradom, v spodnjem delu pa je 3,5 mm visoka letnica 1991. Napisi na znaku, obrobe in črte med barvami so pozlačeni in polirani.
Vsak znak je na zadnji strani oštevilčen in ima priponko.

## Nadomestne oznake
Nadomestna oznaka je modre barve z zlatim lipovim listom, ki ga križa puška.

## Nosilci
- seznam nosilcev spominskega znaka Škofja Loka 1991